# Saison 5 de Gotham
Chronologie
Saison 4
Cet article présente les épisodes de la cinquième et ultime saison de la série télévisée américaine Gotham.

## Synopsis de la saison
Après une attaque, le chaos règne sur Gotham City, isolée du reste du monde. Jim Gordon essaye d'obtenir de l'aide du continent mais en vain. Il doit protéger les habitants de Gotham, devenue une vraie ville cimetière où les vilains font la loi. Mais peut-être devra-t-il faire appel à l'aide de ces derniers pour mener à bien son projet de sauver la ville ?

## Distribution

### Acteurs principaux
- Benjamin McKenzie (VF : Bruno Choël) : Capitaine / Commissaire James Gordon
- Donal Logue (VF : Jean-François Aupied) : Inspecteur Harvey Bullock
- David Mazouz (VF : Henri Bungert) : Bruce Wayne
- Sean Pertwee (VF : Julien Kramer) : Alfred Pennyworth
- Robin Lord Taylor (VF : Stéphane Marais) : Oswald Cobblepot / Le Pingouin
- Erin Richards (VF : Claire Guyot) : Barbara Kean
- Camren Bicondova (VF : Adeline Chetail) : Selina Kyle / Catwoman
- Cory Michael Smith (VF : Cyrille Thouvenin) : Edward Nygma / L'Homme Mystère
- Morena Baccarin (VF : Laurence Bréheret) : Leslie « Lee » Thompkins (épisodes 6, 7, 9 à 12)
- Chris Chalk (VF : Namakan Koné) : Lucius Fox

### Acteurs récurrents et invités
- Jessica Lucas (VF : Marie-Eugénie Maréchal) : Tabitha Galavan (en) (épisode 1)
- David W. Thompson (VF : Olivier Martret) : Jonathan Crane / L'Épouvantail (épisode 1)
- Kelcy Griffin (VF : Ariane Aggiage) : Vanessa Harper, détective du GCPD (épisodes 1, 7, 9, 11 et 12)
- Hunter Jones : Will Thomas, un orphelin esclave des Soothsayers ayant prit la fuite et recevant l'aide de Jim Gordon. (épisodes 1, 2, 3 et 9)
- Jaime Murray (VF : Juliette Degenne) : Nyssa al Ghul (en) / Theresa Walker[2] (épisodes 1 et 4) (Voix uniquement) (épisodes 6, 10 et 11)
- Andrew Sellon (VF : Tugdual Rio) : Arthur Penn / Le Ventriloque, comptable d'Oswald Cobblepot (épisodes 1, 3 et 8)
- Cameron Monaghan (VF : Rémi Caillebot) : Jeremiah Valeska / Xander Wilde / le Joker (épisodes 4 à 7, 12)
- Francesca Root-Dodson (VF : Fanny Fourquez) : Ecco / La Mime (épisodes 1, 3 à 5, 7 et 12)
- Peyton List (VF : Stéphanie Hédin) : Pamela «Ivy» Pepper (épisodes 2 et 9)
- Alex Morf : Sykes, chef du gang des Soothsayers (épisodes 2 et 4)
- David Kallaway : Tank, membre du gang des Soothsayers (épisode 2)
- Sid O'Connell : Le Chef des Mutants (épisodes 3 et 9)
- Will Meyers : Gabriel, un des enfants kidnappés par le gang des Soothsayers (épisode 2)
- Benjamin Snyder : L'Orphelin (épisode 2)
- Sussannah Rogers : La Mère (épisode 2)
- J.W. Cortes (VF : Éric Peter) : Détective Alvarez (épisodes 3 et 4, 6, 9, 11 et 12)
- Anthony Carrigan (VF : Cédric Dumond) : Victor Zsasz (épisodes 4 et 9)
- B. D. Wong (VF : Xavier Fagnon) : Hugo Strange (épisodes 5 et 10)
- Shane West (VF : Gilles Morvan) : Eduardo Dorrance / Bane (épisodes 5 et 6, 10 et 11)
- David Carranza : Angel Vallelunga, membre de la Delta Force et Bras Droit d'Eduardo Dorrance (épisodes 5, 6 et 11)
- Shiva Kalaiselvan : Lelia, leader des Sœurs de la Ligue (épisode 5)
- Sarah Schenkkan : Magpie (épisode 6)
- Benedict Samuel (VF : Anatole de Bodinat) : Dr Jervis Tetch / Le Chapelier fou (épisode 7)
- Grayson McCouch et Brette Taylor : Faux Thomas et Martha Wayne (épisode 7)
- Sarah Pidgeon : Jane Cartwright / Jane Doe (épisode 8)
- Dan Hedaya : Dix, ancien partenaire et mentor d'Harvey Bullock (épisode 8)
- John Bedford Lloyd : General Wade, officier haut placé envoyé pour superviser la réunification de Gotham City (épisode 11)
- Richard Kind (VF : Gabriel Le Doze) : le maire Aubrey James (épisode 12)
- Mikhail Mudrik (VF : Adrien Antoine) : Bruce Wayne / Batman (épisode 12) La Voix Originale est de David Mazouz
- Lili Simmons (VF : Adeline Chetail) : Selina Kyle / Catwoman adulte (épisode 12)
- Jeté Laurence (VF : Ludivine Maffren) : Barbara Lee Gordon (épisode 12)

## Épisodes

### Épisode 1:L'Année zéro
- États-Unis /  Canada : 3 janvier 2019 sur FOX[3] / CTV 2[4]
- France : 26 septembre 2019 à 20h55 sur Warner TV[5] (en VF)

- États-Unis : 2,543 millions de téléspectateurs[6] (première diffusion)

- Jessica Lucas (Tabitha Galavan)
- David W. Thompson (Jonathan Crane / L'Épouvantail)
- Kelcy Griffin (Vanessa Harper)
- Hunter Jones (Will Thomas)
- Jaime Murray (Theresa Walker)[2] (Voix uniquement)
- Francesca Root-Dodson (Ecco)
- Andrew Sellon (Arthur Penn)

Jour 87: Gotham est déclaré hors des limites du continent par le gouvernement, Jim Gordon et Bruce Wayne sont confrontés au chaos que la ville est devenue. Leur mission de sécurisation de la ville devient plus compliquée, alors que les méchants qui ont survécu à l'attaque de la ville commencent à refaire surface et revendiquent divers territoires, tandis que Cobblepot commence à vendre des munitions défectueuses autour de la ville. 
L'Épouvantail et ses partisans volent l'essentiel de la nourriture et des médicaments du GCPD, obligeant Bruce à demander à Wayne Enterprises d'envoyer illégalement son ravitaillement en ville. Cependant, Cobblepot tente sans succès de voler les fournitures et la fusillade qui s'ensuit aboutit à la mort de Tabitha. 
Pendant ce temps, Nygma commence à souffrir de troubles schizophréniques se retrouvant, au réveil, à différents endroits, sans aucun souvenir de ces actions commises. 

### Épisode 2:Dans la zone noire
- États-Unis /  Canada : 10 janvier 2019 sur FOX / CTV 2
- France : 26 septembre 2019 sur Warner TV (en VF)

- États-Unis : 2,381 millions de téléspectateurs[6] (première diffusion)

- Peyton List ( Pamela «Ivy» Pepper)
- Benjamin Snyder (L'Orphelin)
- Alex Morf (Sykes)
- David Kallaway (Tank)
- Wil Meyers (Gabriel)
- Hunter Jones (Will Thomas)
- Sussannah Rogers (La Mère)
- Jamie Chu (Une Orpheline)
- Jasmine Chu (Une Orpheline)
- Kathiamarice Lopez (Ramos Silva)

Jour 88: Bruce traque la fameuse sorcière, se révèlant être Ivy Pepper, qui a été capturée par des escrocs après la perte de son échantillon du Puit de Lazare. Malgré cela, Bruce la convainc de sauver Selina et la libère à contrecœur. Elle confie au jeune homme, une graine qui réparera la colonne vertébrale de Selina, mais qui aura pour effet de la "changer" pour toujours. Selina ingère la graine et retrouve la capacité de marcher, mais acquiert également des capacités de félins. 
Gordon et Bullock découvrent un enfant en fuite qui prétend avoir été l'esclave d'un gang hors-la-loi qui aurait l'intention de retourner sur le continent. Les deux hommes traquent le groupe et sauvent tous les enfants, qui sont envoyés dans un lieu sûr, le premier étant sauvé par Barbara après que Cobblepot ait placé une prime sur Gordon. 

### Épisode 3:Notre pingouin, ce héros
- États-Unis /  Canada : 17 janvier 2019 sur FOX / CTV 2
- France : 3 octobre 2019 à 20h55 sur Warner TV (en VF)

- États-Unis : 2,355 millions de téléspectateurs[6] (première diffusion)

- Andrew Sellon (Arthur Penn)
- J.W. Cortes (Détective Alvarez)
- Hunter Jones (Will Thomas)
- Francesca Root-Dodson (Ecco)
- Deborah Unger (Olga)
- Sid O'Connell (Le Chef des Mutants)
- J. Stephen Brantley (Le Chef des Street Demonz)
- Tom Ukah (Le Chef des Lo Boyz)
- Nicholas Valez (Le Chef des Undead)

### Épisode 4:Quand tout s'effondre
- États-Unis /  Canada : 24 janvier 2019 sur FOX / CTV 2
- France : 3 octobre 2019 sur Warner TV (en VF)

- États-Unis : 2,354 millions de téléspectateurs[6] (première diffusion)

- Cameron Monaghan (Jeremiah Valeska)
- Jaime Murray (Theresa Walker) (Voix uniquement)
- J.W. Cortes (Alvarez)
- Francesca Root-Dodson (Ecco)
- Anthony Carrigan (Victor Zsasz)

### Épisode 5:Dans la tête de Nygma
- États-Unis /  Canada : 31 janvier 2019 sur FOX / CTV 2
- France : 10 octobre 2019 à 20h55 sur Warner TV (en VF)

- États-Unis : 2,337 millions de téléspectateurs[6] (première diffusion)

- Francesca Root-Dodson (Ecco)
- Shane West (Eduardo Dorrance)
- Marceline Hugot (en) (Gretel)
- David North (le fils ainé de Gretel)
- Aaron Dalla Villa (le fils cadet de Gretel)
- Cameron Monaghan (Jeremiah Valeska)
- Shiva Kalaisevan (Lelia)
- B. D. Wong (Hugo Strange)

- Première apparition d'Eduardo Dorrance, futur Bane. Ce personnage a été créé par Chuck Dixon et Doug Moench dans le comics one-shot Batman: Vengeance of Bane en 1993.

### Épisode 6:Sauts de puce
- États-Unis /  Canada : 14 février 2019 sur FOX / CTV 2
- France : 10 octobre 2019 sur Warner TV (en VF)

- États-Unis : 2,276 millions de téléspectateurs[6] (première diffusion)

- Shane West (Eduardo Dorrance)
- Jaime Murray (Theresa Walker)
- Cameron Monaghan (Jeremiah Valeska)
- Sarah Schenkkan (Magpie)
- J.W. Cortes (Alvarez)
- David Carranza (Angel Vallelunga)

- Cet épisode marque le retour de Morena Baccarin dans le rôle de Leslie « Lee » Thompkins
- Magpie a été créé en 1986 par John Byrne.

### Épisode 7:Menace chimique
- États-Unis /  Canada : 21 février 2019 sur FOX / CTV 2
- France : 17 octobre 2019 à 20h55 sur Warner TV (en VF)

- États-Unis : 2,129 millions de téléspectateurs[6] (première diffusion)

- Cameron Monaghan (Jeremiah Valeska)
- Benedict Samuel (Dr Jervis Tetch / Le Chapelier fou)
- Brette Taylor (Fausse Martha Wayne)
- Grayson McCouch (Faux Thomas Wayne)
- Kelcy Griffin (Vanessa Harper)
- Francesca Root-Dodson (Ecco)

### Épisode 8:Ennemis pour la vie
- États-Unis /  Canada : 28 février 2019 sur FOX / CTV 2
- France : 17 octobre 2019 sur Warner TV (en VF)

- États-Unis : 2,217 millions de téléspectateurs[6] (première diffusion)

- Kelcy Griffin (Vanessa Harper)
- Dan Hedaya (Détective Dix)
- Andrew Sellon (Arthur Penn / Scarface)
- Sarah Pidgeon (Jane Cartwright / Jane Doe)
- Jerry Walsh (Détective Lewis)
- Josh Evans (Hank)
- Jimmy Palumbo (Détective Boggs)
- Jennifer Honika (Dianne)
- Michael Spedden (Dale)

- Le personnage de Jane Doe a été créé en 2003 par Dan Slott et Ryan Sook (en).
- Cet épisode marque le retour de Dan Hedaya dans le rôle du Détective Dix.
- Cet épisode marque la dernière apparition d'Arthur Penn et la seule apparition de Scarface interprétés par Andrew Sellon.

### Épisode 9:L'Heure des vérités
- États-Unis /  Canada : 7 mars 2019 sur FOX / CTV 2
- France : 24 octobre 2019 à 20h55 sur Warner TV (en VF)

- États-Unis : 2,04 millions de téléspectateurs[6] (première diffusion)

- Peyton List (Ivy Pepper)
- Kelcy Griffin (Vanessa Harper)
- J.W. Cortes (Alvarez)
- Julian Gamble (Le Juge)
- Anthony Carrigan (Victor Zsasz)
- Hunter Jones (Will Thomas)
- Sid O'Connell (Le Chef des Mutants)

### Épisode 10:Mon nom est Bane
- États-Unis /  Canada : 21 mars 2019 sur FOX / CTV 2
- France : 24 octobre 2019 sur Warner TV (en VF)

- États-Unis : 2,170 millions de téléspectateurs[6] (première diffusion)

- Shane West (Eduardo Dorrance / Bane)
- Jaime Murray (Nyssa al Ghul (en) / Theresa Walker)
- B. D. Wong (Hugo Strange)
- John Bedford Loyd (General Wade)

### Épisode 11:À la gloire de Gotham
- États-Unis /  Canada : 18 avril 2019 sur FOX / CTV 2
- France : 7 novembre 2019 à 20h55 sur Warner TV (en VF)

- États-Unis : 2,020 millions de téléspectateurs[6] (première diffusion)

- J.W. Cortes (Détective Alvarez)
- Kelcy Griffin (Détective Vanessa Harper)
- Jaime Murray (Theresa Walker / Nyssa al Ghul)
- Shane West (Eduardo Dorrance / Bane)
- David Carranza (Angel Vallelunga)
- John Bedford Lloyd (Général Wade)
- Ann Harada (La maire de Gotham)

### Épisode 12:Là où tout commence
- États-Unis /  Canada : 25 avril 2019 sur FOX / CTV 2
- France : 7 novembre 2019 sur Warner TV (en VF)

- États-Unis : 2,19 millions de téléspectateurs[6] (première diffusion)

- J.W. Cortes (Détective Alvarez)
- Kelcy Griffin (Détective Vanessa Harper)
- Richard Kind (Maire Aubrey James)
- Cameron Monaghan (Jeremiah Valeska / The Joker)
- Francesca Root-Dodson (Ecco)
- Jeté Laurence (Barbara Lee Gordon)
- Lili Simmons (Selina Kyle Adulte / Catwoman)
- Krista Braun (Jennifer Luree)
- Dominique Diocaprio (Uni)